# Aeroportul Internațional Noi Bai
Aeroportul Internațional Noi Bai (IATA: HAN, ICAO: VVNB) este un aeroport din Hanoi, Vietnam ce deservește zona Hanoi. Aeroportul a fost tranzitat în 2019 de 29.200.000 de pasageri. A fost deschis în 1965.
Situat la o altitudine de 13 m, aeroportul dispune de 2 piste.

## Infrastructură

### Piste
Aeroportul dispune de 2 piste. Pista 11L/29R are suprafața de asfalt și dimensiunile 3.200 m × 45 m. Pista 11R/29L are suprafața de asfalt și dimensiunile 3.800 m × 45 m. 